# Ángel Zaldívar
Ángel Zaldívar Caviedes (* 8. Februar 1994 in Guadalajara, Jalisco) ist ein mexikanischer Fußballspieler auf der Position eines Stürmers.

## Laufbahn
Zaldívar begann seine Laufbahn im Nachwuchsbereich seines Heimatvereins Deportivo Guadalajara, bei dem er auch seinen ersten Profivertrag erhielt. Nachdem er zwischen 2010 und 2013 für diverse Reservemannschaften von Chivas in der Tercera und Segunda División zum Einsatz gekommen war, kam er am 28. April 2013 in einem Heimspiel gegen den Querétaro FC (1:2) zu seinem Debüt in der Primera División. Einsätze in der ersten Liga waren für Zaldívar allerdings selten und um Spielpraxis zu sammeln, wurde er in der Clausura 2015 an den Zweitligisten Deportivo Tepic ausgeliehen.
Zur Saison 2015/16 kehrte Zaldívar in die erste Mannschaft von Chivas Guadalajara zurück und entwickelte sich schnell zum Stammspieler. Unter anderem kam er gleich in der ersten Halbsaison nach seiner Rückkehr im Finale der Apertura 2015 um den mexikanischen Pokalwettbewerb gegen den Club León zum Einsatz, als er unmittelbar nach dem spielentscheidenden Treffer zum 1:0-Endstand in der 71. Minute für Carlos Cisneros eingewechselt wurde.
Im Januar 2019 wechselte er in einem Leihgeschäft zum Ligakonkurrenten CF Monterrey.

## Erfolge
- Liga MX: Clausura 2017
- Copa MX: Apertura 2015, Clausura 2017
- Supercopa MX: 2016
- CONCACAF Champions League: 2018